# Fearless (Taylor's Version)
Fearless (Taylor's Version) — перший перезаписаний альбом американської співачки і авторки пісень Тейлор Свіфт, випущений 9 квітня 2021 року на Republic Records. Це перезапис другого студійного альбому Свіфт — Fearless (2008), контрзаходу Свіфт після суперечки 2019 року щодо права власності на її попередній каталог, випущений під Big Machine Records. Він включає шість раніше невиданих треків "From the Vault". З перезаписаних треків 13 належать до оригінального релізу "Fearless", шість — до "Platinum Edition" 2009 року, а один був саундтреком ("Today Was a Fairytale").
У музичному плані Fearless (Taylor's Version) — це кантрі-поп альбом, що складається з гітар, банджо, скрипки та струнних інструментів. Лірика розповідає про підліткові роздуми та почуття Свіфт щодо кохання та її розбитого серця. Тейлор Свіфт і Крістофер Роу створили всі треки, окрім неопублікованих, для того, щоб відтворити оригінальні записи. Вони містять ідентичні аранжування, але інструменти та вокал більш чіткі та контрольовані. Джек Антонофф і Аарон Десснер працювали зі Свіфт над створенням композицій «Vault», які мають орієнтований на інді та електроніку звуковий ландшафт, привнесений синтезаторами та програмуванням барабанів. Два треки «Vault» включають запрошений вокал Марен Морріс і Кіта Урбана.
Альбому передував «Love Story (Taylor's Version)» перезапис головного «Fearless» «Love Story» і два треки «Vault», «You All Over Me» і «Mr. Perfectly Fine». Усі вони увійшли до топ-10 Hot Country Songs. «Fearless (Taylor's Version)» очолив чарти в англомовних країнах, включаючи Сполучені Штати, де він став першим перезаписаним альбомом, який посів перше місце в чарті Billboard 200. Критики похвалили перезаписаний альбом за те, що вони вважали покращеною продукційною якістю, яка викликає ностальгічне відчуття, але деякі вважали, що треки «Vault» були несуттєвими. Багато хто пояснював незмінну популярність Тейлор Свіфт ліричними почуттями, які звертаються до широкої аудиторії, а засоби масової інформації висвітлювали «Fearless (Taylor's Version)» як важливу подію, що сприяє ширшому дискурсу індустрії щодо прав артистів.

## Передумови
Тейлор Свіфт підписала видавничий контракт із Sony/ATV Tree Publishing у 2004 році, коли їй було 14 років, для того, щоб стати авторкою пісень, а наступного року — контракт із незалежним звукозаписним лейблом Big Machine у Нешвілі, щоб стати кантрі співачкою. Її однойменний дебютний студійний альбом (2006) був найдовшим альбомом у чартах Billboard 200 2000-х років, і він зробив Тейлор Свіфт однією з висхідних зірок кантрі-музики. Згодом вона випустила свій другий студійний альбом — «Fearless» (11 листопада 2008 року). Кантрі-поп альбом «Fearless» наслідував кантрі-стиль дебютного альбому Свіфт і включив радіо-дружній поп-кросовер і елементи поп-року. Він провів 11 тижнів на вершині Billboard 200 і, підтриманий поп-радіо-хітами «Love Story» і «You Belong with Me», катапультував Свіфт у мейнстрім поза межами сцени кантрі-музики. Критики високо оцінили написання пісень Свіфт за зображення щирих підліткових почуттів, а музикознавець Джеймс Е. Пероне прокоментував, що "Fearless" перетворила свій статус із вундеркінда на «суперзірку співачки та авторки пісень». Альбом кантрі, який отримав найбільше нагород в історії, отримав звання «Альбом року» на премії Академії кантрі-музики, нагороди Асоціації кантрі-музики та премії «Греммі».
Під Big Machine Тейлор Свіфт випустила свої наступні чотири студійні альбоми, від Speak Now (2010) до Reputation (2017). Вона розлучилася з лейблом після того, як її контракт закінчився в 2018 році, і після цього підписала новий контракт з Republic Records, підрозділом Universal Music Group. У 2019 році талант-менеджер Скутер Браун і його компанія Ithaca Holdings придбали Big Machine Records. Мастеринги альбомів Тейлор Свіфт, випущених Big Machine, включаючи «Fearless», були фактично передані Брауну. Свіфт публічно засудила цю покупку та почала перезапис своїх перших шести студійних альбомів, включаючи «Fearless», у листопаді 2020 року. Перезаписавши свій каталог, Свіфт отримала повне право власності на нові мастеринги, включаючи ліцензування авторських прав на її пісні, що знецінило майстер-класи, що належать Big Machine. 11 лютого 2021 року вона оголосила в Good Morning America, що випустить перезапис «Fearless», до якого вона додала підзаголовок Taylor's Version, як перший у серії своїх перезаписаних альбомів.

## Створення
Fearless (Taylor's Version) включає в себе перезаписи всіх 19 треків оригінального видання Platinum Edition (2009), 13 з яких були вперше випущені в 2008 році, а шість були платиновими бонусними треками. Тейлор Свіфт хотіла відтворити оригінальну постановку на перезаписі і таким чином досліджувала оригінальні треки рядок за рядком і її вокальні звороти. Були незначні частини, які Свіфт налаштувала і вдосконалювала, щоб створити «ту саму, але більш кращу» версію. Вона працювала з членами свого гастролюючого гурту, які грали на сесіях 2008 року. Наприклад, під час перезапису головного синглу Fearless «Love Story» їхні ролі повторили Джонатан Юдкін на скрипці, Амос Геллер на бас-гітарі та Кейтлін Евансон на гармонійному вокалі. Американська співачка і авторка пісень Колбі Кейлат повернулася як популярний артист під час перезапису пісні «Breathe». Кайлат сказала, що погодилася на запрошення Свіфт і поїхала до Нешвілла, щоб перезаписати свій вокал того самого дня, куди її запросила Тейор Свіфт. У перезаписаному альбомі також міститься «Today Was a Fairytale» — саундтрек до синглу, який Свіфт вперше записала для фільму «День святого Валентина» 2010 року.
На додаток до перезаписів, Fearless (Taylor's Version) містить шість невиданих треків, які Свіфт написала, коли ще була підлітком і мала намір включити в оригінальний реліз Fearless, проте зрештою виключила їх. Ці композиції мають підзаголовки «From the Vault» у фізичних релізах і «(Taylor's Version) (From the Vault)» на потокових платформах. Тейлор Свіфт сказала, що, включивши ці неопубліковані треки, перезаписаний альбом довів, що «мистець є єдиним, хто справді знає цю роботу». Марен Морріс з’являється як виконавець у фільмі «You All Over Me», а Кіт Урбан у фільмі «That’s When». Урбан грав на електрогітарі та вносив гармонійний вокал, але не був зазначений у титрах як відомий виконавець у пісні «We Were Happy». Тейлор Свіфт виступала на розіграші світового туру Урбана Escape Together 2009 року, і Урбан погодився записати зі Свіфт після того, як вона зв’язалася з ним через повідомлення.
Тейлор Свіфт і Крістофер Роу створили 20 перезаписаних треків, усі з яких мають підзаголовки «Taylor's Version». Девід Пейн записав їх у Black Bird і Prime Recording Studios у Нешвіллі, а Роу записав головний вокал Свіфт у Kitty Committee Studio, яка є домашньою студією Свіфт у Лондоні. Джек Антонофф і Аарон Десснер, які продюсували альбоми Свіфт 2020 року Folklore і Evermore, працювали з нею над треками «Vault». Джек Антонофф став співпродюсером чотирьох, а Десснер — двох. Джек Антонофф та інженер Лаура Сіск записали їх у Conway Recording Studios у Лос-Анджелесі, Electric Lady Studios у Нью-Йорку та Rough Customer Studio у Брукліні, а Десснер і Белла Баско в колишній студії Long Pond у Долині Гудзон. Загалом Fearless (Taylor's Version) складається з 26 треків, 11 з яких були написані виключно Тейлор Свіфт. Serban Ghenea звішав весь перезаписаний альбом у MixStar Studios у Вірджинія-Біч, штат Вірджинія, а Ренді Меррілл зробив мастеринг у Sterling Sound у Edgewater, Нью-Джерсі.

## Музика та слова
Fearless (Taylor's Version) — це збірка пісень кантрі-поп, у яких звучать інструменти кантрі-музики, такі як гітари, банджо та скрипки. Вони поєднують яскраві поп- та поп-рокові почуття. Алексіс Петрідіс з The Guardian виявив, що вони мають «незабутні мелодії та приспіви з ефективністю скандинавської поп-фабрики». Написана в підлітковому віці лірика Тейлор Свіфт розповідає про її дорослішання та всеосяжні почуття та роздуми, що випливають із кохання, з яким пов’язували багато підлітків: розбите серце, перші поцілунки, розчарування та мрії.
20 перезаписаних треків містять ті самі аранжування та слова, що й на оригінальних записах, що призвело до того, що багато критиків зазначили, що випадковий слухач може не помітити жодних відмінностей. Продакшн має чіткішу точність і чіткіші інструменти  — критик Pitchfork Дані Блум написав: «Звук яскравіший, мікс чіткіший, кожен удар гітари гостріший».  Майкл А. Лі, професор комерційної музики, сказав, що перезаписаний альбом має набагато багатший звук, тому що він був записаний з більшим використанням зовнішнього середовища, що дозволяє міксам «поширюватися набагато ширше». За словами Лі, інженери вирівняли інструменти з повнішим діапазоном частот, включаючи елементи середніх і низьких частот, завдяки чому інструменти звучать «більш схожими на самих себе», тоді як оригінал звучав тонко через їхні «яскраві високі частоти». Деякі критики виявили певні зміни: Блюм сказав, що перезаписана «Love Story» містить «підбадьорливий звук скрипки», а за словами Джона Парелеса з The New York Times, у заголовній композиції «Fearless» відсутні 10-ти оригіналів. Другий органний вступ і "Tell Me Why" уривки відлуння скрипки. Лі написав, що кожен перезаписаний трек надає перевагу певним частинам — бубон чіткіший, а гітарне соло менш спотворене в «Change», тарілки в перерві «Hey Stephen» голосніші, а гітари та струнні в «Breathe», «You're Not Sorry» і «Today Was a Fairytale» виділяються більш помітно, оскільки вони записані ближче до мікрофонів.
Вокал Тейлор Свіфт став найсуттєвішою зміною: хоча вона співала ті самі ноти та зберегла легкий звук кантрі, він став більш багатшим, глибшим та більш контрольованим. Критик Clash Люсі Гарброн пояснила цю зміну художньою еволюцією Свіфт, яка охопила стилі кантрі, поп та інді. Іноді барабани налаштовуються на градус нижче, ніж оригінальний, щоб відповідати глибшим вокальним тонам Тейлор Свіфт. Лі вказала на «You're Not Sorry» як на перезаписану пісню, де її голос покращився найбільше: він звучав «менш носово і більше від грудей». Пола Клер Харпер, доцент кафедри музикознавства, погодилася з тим, що Свіфт виступала з більш жорстким вокалом, але також сказала, що вона зберегла деякі «фірмові аспекти» музики кантрі. Багато критиків відзначали, що зрілий вокал Свіфт викликав інший досвід прослуховування: Блум відчув, що в них було відчуття меланхолії, а Парелес сказав, що вони відображали мудрість Свіфт у її 30 років, озираючись на свій підлітковий досвід. У Slate Карл Вілсон писав, що хоча пісні були написані для відображення підліткових почуттів у реальному часі, і Свіфт вдалося відтворити свої колись підліткові вокальні інтриги та манери, її зрілий голос змусив альбом звучати «як промова сентиментального члена сім’ї на весіллі», возз'єднання, меморіал». Для Лі зазначені зміни призвели до того, що перезаписані композиції втратили відчуття серйозності оригіналу, тому що Свіфт, здавалося, більше вагалася щодо деяких текстів, які «вона, можливо, змогла заспівати […] трохи більш невимушено».

### Треки "From the Vault"
У шести композиціях «From the Vault» Антонофф і Десснер відтворили деякі зі своїх постановочних стилів на альбомах Свіфт «Folklore » та «Evermore» 2020 року. Критики прокоментували, що ці композиції «Vault» поєднують у старому кантрі-поп-звучанні Свіфт більш складний музичний фон під впливом інді-орієнтованого звукового ландшафту Folklore, створеного колективним використанням акустичних гітар разом із синтезаторами, валторнами та програмуванням барабанів. У Consequence Кеті Моултон виявила, що певні треки «Vault», такі як «Don't You» і «Bye Bye Baby», мають «електронну атмосферу», яка відхиляється від загальної естетики Fearless. Як і раніше випущені треки Fearless, треки Vault розповідають про романтичні стосунки, що зійшли з колії, а їхні тексти містять мелодраматичні тенденції з підліткової точки зору. Для деяких критиків вони запропонували зазирнути в процес написання пісень Свіфт і те, як він розвивався під час її наступних альбомів, а також її дорослі роздуми про свій колись юнацький оптимізм.
«You All Over Me» — трек про те, що неможливо відійти від колишнього коханого. Це акустична балада з традиційними для кантрі гітарами, скрипками та губною гармошкою, разом із пульсуючими ударними синтезаторами. «Mr. Perfectly Fine» — трек, що поєднує кантрі, поп-рок і рок-н-рол, де оповідач робить саркастичні зауваження на адресу колишнього коханого. Пісня містить рядок «Mr. casually cruel», який посилається на трек «All Too Well» з альбому Свіфт Red 2012 року. У повільному темпі «We Were Happy» йдеться про спогади про найвищі моменти стосунків, які зійшли з колії. Його мінімальний інструментальний  включає струнні, дзвінкі гітарні рифи та вокальні гармонії. У «That's When» — кантрі-поп-мелодії з багаторівневими вокальними гармоніями, дуетом Свіфт та Урбана про возз’єднання двох колишніх закоханих. Hannah Mylrae з NME сказала, що він включає в себе продукцію, схожу на альбом Свіфт 2014 року 1989.  У «Don't You» — мізерному треку, що включає багатошарові клавішні, електрогітари та барабани, оповідач зустрічає колишню кохану та сумує за їхніми минулими стосунками. Заключний трек «Bye Bye Baby» — демо-версія якого поширювалася в Інтернеті протягом багатьох років, містить зухвале послання до минулого роману: «Прощавай, до всього, що я думала, що на моєму боці».

## Маркетинг і реліз
Порівняно з масштабними рекламними розгортаннями інших альбомів Свіфт, Fearless (Taylor's Version) передувала досить мінімальна кампанія, яка спиралася на соціальні мережі. Pitchfork включили альбом до списку найочікуваніших платівок весни 2021 року. 11 лютого Тейлор Свіфт анонсувала Fearless (версія Тейлора) на Good Morning America та своїх соціальних мережах. Наступного дня вона випустила «Love Story (Taylor's Version)» як головний сингл із перезаписаного альбому. Вона посіла перше місце в чарті Hot Country Songs і зробила Тейлор Свіфт другою виконавицею після Доллі Партон, яка має як оригінальну, так і перезаписану версії пісні на вершині чарту. Два треки «Vault», «You All Over Me» і «Mr. Perfectly Fine», були випущені для завантаження та трансляції 25 березня та 7 квітня. Обидва досягли топ-10 на Hot Country Songs – вони відповідно посіли шосте та другу сходинки.
Перед тим, як опублікувати трек-лист 3 квітня, Свіфт розповіла про назви неопублікованих треків "Vault" за допомогою анімаційного кліпу, що містить зашифровані анаграми в її соціальних мережах. За кілька годин до виходу альбому Свіфт опублікувала фрагменти деяких перезаписаних треків у соціальних мережах. 8 квітня співаки та автори пісень Олівія Родріго та Конан Грей, з якими зв’язалася Свіфт, опублікували кліпи, на яких вони виступають під уривки пісні «You Belong with Me (Taylor's Version)» у TikTok та «White Horse (Taylor's Version)» в Instagram. Інші фрагменти, доступні в соціальних мережах: «Fifteen (Taylor's Version)» на Snapchat, «Breathe» на Tumblr і «Hey Stephen)» у Twitter. Вона знову з'явилася на Good Morning America для попереднього перегляду «Fearless (Taylor's Version)». Пов’язані товари, включно з одягом та аксесуарами, мали розширену назву – «Taylor's Version». Журналіст New York Times Бен Сісаріо прокоментував, що ця акція створила «спільний і святковий досвід» для шанувальників Свіфт, які вважали музику ностальгічною, а бренд «Taylor's Version» надихав.
Fearless (Taylor's Version) вийшов 9 квітня 2021 року на Republic Records. Обкладинка — це фотографія Тейлор Свіфт у тонах сепії, зроблена під низьким кутом камери, на якій вона зображена з розвіяним вітром пасмом волосся. На ньому вона відтворює свою позу на оригінальній обкладинці альбому, але дивиться в протилежному напрямку. Стандартні фізичні копії були доступні для попереднього замовлення на вебсайті Тейлор Свіфт, а компакт-диски з колекційними постерами доступні для попереднього замовлення виключно в Target Corporation. Вінілові платівки вийшли у двох виданнях: одне золотого кольору, інше червоного, перший був доступний на вебсайті Свіфт, а інший на Target. 13 квітня 2021 року Свіфт з'явилася в The Late Show with Stephen Colbert. Через кілька тижнів після виходу альбому Свіфт випустила чотири ексклюзивні для потокового передавання «розділи», які включають вибрані треки з Fearless (Taylor's Version): The Halfway Out the Door Chapter, The Kissing in the Rain Chapter, Розділ «I Remember What You Said Last Night Chapter» і розділ «From the Vault». 20 вересня 2021 року вона випустила компакт-диски з автографом обмеженим тиражем ексклюзивно на своєму вебсайті протягом 72 годин.

## Комерційне виконання
Fearless (Taylor's Version) набрав 50 мільйонів глобальних трансляцій першого дня в Spotify. У Сполучених Штатах альбом став дев'ятим альбомом Свіфт, який дебютував на вершині Billboard 200. За підсумками першого тижня – 291 тисяч альбомних еквівалентів одиниць, 179 000 були продажі альбомів. Він досяг таких рекордів, як перший перезаписаний альбом, який посів перше місце, і найбільший тижневий продаж кантрі-альбому з 2015 року. З Folklore, Evermore і Fearless (Taylor's Version) Свіфт стала першою жінкою-виконавицею, яка випустила три альбоми номер один менш ніж за рік. Fearless (Taylor's Version) був її шостим номером один у списку Top Country Albums, а 18 його треків того ж тижня потрапили в чарт Hot Country Songs, що встановило рекорд для жінок-музикантів. Альбом змусив Свіфт повернутися на вершину чарту Billboard Artist 100 за рекордно тривалий 47-й тиждень. Після випуску вінілових платівок і підписаних компакт-дисків Fearless (Taylor's Version) на другий тиждень повернувся на перше місце в Billboard 200 зі 157 місця, що стало третім за величиною стрибком на перше місце в історії. Це був п’ятий найбільш продаваний альбом 2021 року в Сполучених Штатах з продажами 521 000 копій. До липня 2023 року Fearless (Taylor's Version) накопичила 1,81 мільйон одиниць альбомного еквівалента, з яких 737 000 були чистими продажами у Сполучених Штатах.
В англомовному світі Fearless (Taylor's Version) посіла вершину чартів Австралії, Канади, Ірландії, Нової Зеландії та Сполученого Королівства. Fearless (Taylor's Version) зробив Тейлор Свіфт жінкою-музикантом із найбільшою кількістю альбомів номер один 21-го століття в Австралії, Ірландії та Великої Британії. В Австралії альбом побив рекорд за найменшою кількістю тижнів між двома альбомами номер один одного виконавця, досягнувши вершини чарту через 17 тижнів після альбому Evermore. У Сполученому Королівстві це допомогло Свіфт перевершити рекорд Beatles за найшвидшою тривалістю, щоб мати три альбоми номер один. Він також досяг першого місця в Аргентині. У Китаї Fearless (Taylor's Version) було продано понад 205 000 копій на цифрових музичних платформах менш ніж за п’ять хвилин. У чартах деяких альбомів продажі Fearless (Taylor's Version) допомогли підвищити ефективність оригінального альбому Fearless, який досяг нових вершин у 2021 році, включаючи друге місце в Австрії і Німеччині і третє місце в Швейцарії. Згідно зі звітом Міжнародної федерації фонографічної індустрії за березень 2022 року, Fearless (Taylor's Version) був одним із 10 альбомів-бестселерів 2021 року з чистим продажем у 980 000 копій.

## Оцінки критиків
На Metacritic, сайті агрегатора рецензій, який призначає нормалізований бал із 100 балів рейтингам основних видань, Fearless (Taylor's Version) отримав середній зважений бал 82 на основі 17 рецензій, що вказує на «загальне визнання». AnyDecentMusic? зібрав 16 оглядів і поставив йому середню оцінку 7,7 з 10.
Критики похвалили продукцію перезапису за те, що вона залишилася вірною оригіналу, і відчули, що вона має покращену якість. Вони похвалили те, що у постановці було зроблено акцент на інструментах, які створили чіткіший і тепліший звук. Критик Rolling Stone Джонатан Берштейн вважав інакше і сказав, що перезаписані треки були «менш гладкими». Алексіс Петрідіс із The Guardian і Ніл МакКормік ' The Daily Telegraph написали, що Fearless (Taylor's Version) змусила їх згадати про Fearless як про видатний кантрі-поп-альбом, наповнений привабливими мелодіями. Похвалили також вокал Тейлор Свіфт за те, що він став повнішим і багатшим, зберігаючи підліткові почуття, але дехто сказав, що її голос передавав повідомлення з ностальгічної чи скоріше меланхолійної точки зору і часом втратив серйозність оригінальних записів.
Іншим похвальним моментом були тексти Тейлор Свіфт: багато критиків відзначали, що пісні досліджують почуття, які можуть відчувати не лише підлітки, але й багато людей, що зробило Fearless (Taylor's Version) нагадуванням про те, як оригінальний альбом витримав випробування часом і знайомство з новим поколінням шанувальників Свіфт. Вілл Ходжкінсон з The Times назвав альбом «майстер-класом з написання класичних пісень у Нашвіллі». Петрідіс і Людовік Хантер-Тілні з Financial Times написали, що пісні поза часом, оскільки вони досліджують і міфологізують почуття підлітків, які стануть знімками юності, щоб вони могли озирнутися назад у своєму житті. Критик журналу Slant Magazine Джонатан Кіф був більш критичним і сказав, що тропи написання пісень і ліричні образи були «юнацькими» порівняно з пізнішими альбомами Свіфт.
Треки "Vault" отримали неоднозначні відгуки. Деякі критики вважали їх гіршими за перезаписані композиції Fearless, а інші оцінили їх за те, що вони дали змогу зазирнути в творчість Свіфт, що розвивалася в той час. Вар'єте критику Крісу Віллману особливо сподобалися "You All Over Me" і "Mr. Perfectly Fine", але вважав решта треків "Vault" досить нудними. Кіф похвалив треки "Vault" за демонстрацію "надприродних дарів Свіфт щодо структури та мелодії пісні", але вважав їх несуттєвими, а їхні тексти слабкими. Салоні Гаджар з The AV Club вважав інакше та висловив думку, що вони добре вписуються в альбом, а Маккормік був вражений «різкими поворотами фрази та нотками їдкої дотепності» у «We Were Happy» та «Bye Bye Baby». Боббі Олів’є зі Spin і Стівен Томас Ерлевайн із AllMusic сказали, що треки з «Vault» є найпривабливішими в альбомі , і останній високо оцінив їх за те, що вони поєднують «молодшу, привабливу перспективу» зі «зрілою» продукцією від Десснер і Антонофф.

## Нагороди та вплив
Тейлор Свіфт відсторонила Fearless (Taylor's Version) від змагань за премії «Греммі» та «Асоціація кантрі-музики». Представник Republic Records пояснив Billboard, що Свіфт вирішила зробити це, тому що оригінальний Fearless залишався найбільш нагородженим кантрі-альбомом до того часу, і тому, що вона хотіла, щоб комітет з нагород зосередився на альбомі Evermore, який був поданий на всі відповідні категорії Греммі. На церемонії <i id="mwArU">Billboard</i> Music Awards 2022 Fearless (Taylor's Version) був номінований у номінації «Найкращий кантрі-альбом», яку виграв Red (Taylor's Version) – ще один перезаписаний альбом Свіфт. Після виходу Fearless (Taylor's Version) продажі оригінального альбому Fearless впали, і станом на липень 2023 року вона більше не з’являлася в чарті Billboard 200.
Журналісти назвали Fearless (Taylor's Version) ключовою подією у підвищенні обізнаності про права артистів у музичній індустрії. Вони вважали бренд Taylor's Version ефективною стратегією для мобілізації шанувальників Свіфт споживати перезаписаний альбом замість оригіналу. Пишучи для The Sydney Morning Herald, Жизель О Нхіен-Нгуєн висловила думку, що проєкти Taylor's Version не тільки дозволили Тейлор Свіфт повернути право власності на її музику, але й дали її шанувальникам можливість поміркувати про її мистецьку еволюцію. У Variety Уіллман писав, що широко розрекламований крок Свіфт повернути своїх господарів, починаючи з Fearless (Taylor's Version), надихне інших артистів «надалі заступати або використовувати шанувальників у власних ділових суперечках». Письменниця Marie Claire Кейт Дваєр також оцінила її за те, що вона «відділила музику [Свіфт] від сексистського медіа-оповідання, яке супроводжувало її під час її підліткового віку», що дозволило Свіфт контролювати свій наратив, «запрошуючи слухачів і критиків слухати ті самі пісні сьогодні без велика гендерна упередженість». Були незначні зауваження, Мікаель Вуд у Los Angeles Times применшив перезапис як акт «голого капіталізму».

## Трек-лист
Титри взяті з приміток альбому.
| Fearless (Taylor's Version) – Стандартна версія | Fearless (Taylor's Version) – Стандартна версія | Fearless (Taylor's Version) – Стандартна версія | Fearless (Taylor's Version) – Стандартна версія | Fearless (Taylor's Version) – Стандартна версія |
| #                                               | Назва                                           | Автор                                           | Продюсер                                        | Тривалість                                      |
| ----------------------------------------------- | ----------------------------------------------- | ----------------------------------------------- | ----------------------------------------------- | ----------------------------------------------- |
| 1.                                              | «Fearless»                                      | Тейлор Свіфт Ліз Роуз Гілларі Ліндсі            | Свіфт Крістофер Роу                             | 4:01                                            |
| 2.                                              | «Fifteen»                                       | Свіфт                                           | Свіфт Роу                                       | 4:54                                            |
| 3.                                              | «Love Story»                                    | Свіфт                                           | Свіфт Роу                                       | 3:55                                            |
| 4.                                              | «Hey Stephen»                                   | Свіфт                                           | Свіфт Роу                                       | 4:14                                            |
| 5.                                              | «White Horse»                                   | Свіфт Роуз                                      | Свіфт Роу                                       | 3:54                                            |
| 6.                                              | «You Belong with Me»                            | Свіфт Роуз                                      | Свіфт Роу                                       | 3:51                                            |
| 7.                                              | «Breathe» (featuring Колбі Калей)               | Свіфт Колбі Калей                               | Свіфт Роу                                       | 4:23                                            |
| 8.                                              | «Tell Me Why»                                   | Свіфт Роуз                                      | Свіфт Роу                                       | 3:20                                            |
| 9.                                              | «You're Not Sorry»                              | Свіфт                                           | Свіфт Роу                                       | 4:21                                            |
| 10.                                             | «The Way I Loved You»                           | Свіфт Джон Річ                                  | Свіфт Роу                                       | 4:03                                            |
| 11.                                             | «Forever & Always»                              | Свіфт                                           | Свіфт Роу                                       | 3:45                                            |
| 12.                                             | «The Best Day»                                  | Свіфт                                           | Свіфт Роу                                       | 4:05                                            |
| 13.                                             | «Change»                                        | Свіфт                                           | Свіфт Роу                                       | 4:39                                            |
| 14.                                             | «Jump Then Fall»                                | Свіфт                                           | Свіфт Роу                                       | 3:57                                            |
| 15.                                             | «Untouchable»                                   | Свіфт Кері Барлоу Натан Барлоу Томмі Лі Джеймс  | Свіфт Роу                                       | 5:12                                            |
| 16.                                             | «Forever & Always» (piano version)              | Свіфт                                           | Свіфт Роу                                       | 4:27                                            |
| 17.                                             | «Come In with the Rain»                         | Свіфт Роуз                                      | Свіфт Роу                                       | 3:57                                            |
| 18.                                             | «Superstar»                                     | Свіфт Роуз                                      | Свіфт Роу                                       | 4:23                                            |
| 19.                                             | «The Other Side of the Door»                    | Свіфт                                           | Свіфт Роу                                       | 3:58                                            |
| 20.                                             | «Today Was a Fairytale»                         | Свіфт                                           | Свіфт Роу                                       | 4:01                                            |
| 21.                                             | «You All Over Me» (featuring Марен Морріс)      | Свіфт Скутер Карузо                             | Свіфт Аарон Десснер                             | 3:40                                            |
| 22.                                             | «Mr. Perfectly Fine»                            | Свіфт                                           | Свіфт Джек Антонофф                             | 4:37                                            |
| 23.                                             | «We Were Happy»                                 | Свіфт Роуз                                      | Свіфт Десснер                                   | 4:04                                            |
| 24.                                             | «That's When» (featuring Кіт Урбан)             | Свіфт Бред Воррен Бретт Воррен                  | Свіфт Антонофф                                  | 3:09                                            |
| 25.                                             | «Don't You»                                     | Свіфт Джеймс                                    | Свіфт Антонофф                                  | 3:28                                            |
| 26.                                             | «Bye Bye Baby»                                  | Свіфт Роуз                                      | Свіфт Антонофф                                  | 4:02                                            |
| Загальна тривалість: 106:20                     |                                                 |                                                 |                                                 |                                                 |

| Fearless (Taylor's Version) – Deluxe версія | Fearless (Taylor's Version) – Deluxe версія | Fearless (Taylor's Version) – Deluxe версія | Fearless (Taylor's Version) – Deluxe версія | Fearless (Taylor's Version) – Deluxe версія |
| #                                           | Назва                                       | Автор                                       | Продюсер                                    | Тривалість                                  |
| ------------------------------------------- | ------------------------------------------- | ------------------------------------------- | ------------------------------------------- | ------------------------------------------- |
| 27.                                         | «Love Story» (Elvira remix)                 | Свіфт                                       | Ельвіра Андерф'ярд Роу [a]                  | 3:31                                        |
| Загальна тривалість: 109:51                 |                                             |                                             |                                             |                                             |

Примітки
- [a] – означає вокального продюсера
- Трек 27 включено лише до фізичного CD та вінілового релізу.
- На фізичних релізах треки 1-20 і 27 мають підзаголовок "Taylor's Version", а треки 21-26 - "From the Vault".
- На цифрових та потокових платформах треки 1-20 мають підзаголовок "Taylor's Version", а треки 21-26 - "(Taylor's Version) (From the Vault)".
- CD-упаковка містить 2 диски, один з яких містить треки 1-13, а другий – 14-27.
- Вінілова упаковка містить 3 диски, один з яких містить треки 1-9, другий – 10-17, третій – 18-27.
- До розділу "The More Fearless (Taylor's Version)" входить "If This Was A Movie (Taylor's Version)".

## Чарти
| Чарт (2021)                         | Найвища позиція |
| ----------------------------------- | --------------- |
| Аргентина (CAPIF)                   | 1               |
| Австралія (ARIA)                    | 1               |
| Австралія Country Albums (ARIA)     | 1               |
| Бельгія (Ultratop Flanders)         | 3               |
| Бельгія (Ultratop Wallonia)         | 8               |
| Канада (Billboard)                  | 1               |
| Данія (Hitlisten)                   | 8               |
| Нідерданди (MegaCharts)             | 2               |
| Фінляндія (Suomen virallinen lista) | 22              |
| Франція (SNEP)                      | 26              |
| Греція (IFPI)                       | 25              |
| Угорщина (MAHASZ)                   | 23              |
| Ірландія (OCC)                      | 1               |
| Італія (FIMI)                       | 12              |
| Японія (Oricon)                     | 13              |
| Японія Hot Albums (Billboard Japan) | 17              |
| (AGATA)                             | 14              |
| Нова Зеландія (Recorded Music NZ)   | 1               |
| Норвегія (VG-lista)                 | 2               |
| Польша (ZPAV)                       | 29              |
| Португалія (AFP)                    | 2               |
| Шотландія (OCC)                     | 1               |
| Іспанія (PROMUSICAE)                | 3               |
| Швеція (Sverigetopplistan)          | 17              |
| Великобританія (OCC)                | 1               |
| Великобританія Country Albums (OCC) | 1               |
| США (Billboard 200)                 | 1               |
| США Top Country Albums (Billboard)  | 1               |

| Чарт (2021)                        | Найвища позиція |
| ---------------------------------- | --------------- |
| Австралія (ARIA)                   | 26              |
| Бельгія (Ultratop Flanders)        | 134             |
| Канада (Billboard)                 | 48              |
| Нова Зеландія (Recorded Music NZ)  | 40              |
| Португалія (AFP)                   | 68              |
| Іспанія (PROMUSICAE)               | 79              |
| Великобританія (OCC)               | 92              |
| США (Billboard 200)                | 33              |
| США Top Country Albums (Billboard) | 5               |

| Чарт (2022)                        | Найвища позиція |
| ---------------------------------- | --------------- |
| Австралія (ARIA)                   | 91              |
| США (Billboard 200)                | 126             |
| США Top Country Albums (Billboard) | 9               |

## Історія релізу
| Регіон          | Дата               | Формат | Версія      | Мітка                   | Ref.            |
| --------------- | ------------------ | ------ | ----------- | ----------------------- | --------------- |
| Весь світ       | 9 квітня 2021 р    |        | Стандартний | Republic                | [ 29 ] [ 123 ]  |
| Весь світ       | 9 квітня 2021 р    | CD     | Делюкс      | Republic                | [ 124 ]         |
| Японія          | 30 квітня 2021 р   | CD     | Обмежений   | Universal Music Japan   | [ 125 ] [ 126 ] |
| Тайвань         | 30 квітня 2021 р   | CD     | Делюкс      | Universal Music Тайвань | [ 127 ]         |
| Сполучені Штати | 25 червня 2021 р   | Касета | Делюкс      | Republic                | [ 128 ]         |
| Канада          | 6 серпня 2021 р    | Касета | Делюкс      | Republic                | [ 129 ]         |
| Весь світ       | 1 жовтня 2021 р    | Вініл  | Делюкс      | Republic                | [ 130 ]         |
| Бразилія        | 5 листопада 2021 р | Вініл  | Стандартний | Universal Music Brasil  | [ 131 ]         |

## Дивіться також
- Список альбомів Billboard 200 номер один 2021 року
- Список альбомів Великобританії номер один у 2020-х роках
- Список альбомів номер один 2021 року (Австралія)
- Список альбомів номер один 2021 року (Канада)
- Список альбомів номер один 2021 року (Ірландія)
- Список альбомів номер один 2020-х років (Нова Зеландія)
- Список альбомів номер один 2021 року (Шотландія)

### Друковані джерела
- Perone, James E. (2017). The Words and Music of Taylor Swift. The Praeger Singer-Songwriter Collection. ABC-Clio. ISBN 978-1-4408-5294-7.
- Spencer, Liv (2010). Taylor Swift: Every Day Is a Fairytale – The Unofficial Story. ECW Press. ISBN 978-1-55022-931-8.

## Зовнішні посилання
- Fearless (Taylor's Version) на Discogs.com (англ.)

1. ↑  Hiatt, Brian (25 жовтня 2012). Taylor Swift in Wonderland. Rolling Stone. Архів оригіналу за 31 липня 2016. Процитовано 1 серпня 2016.
2. ↑  Spencer, 2010, с. 27.
3. ↑  Boardman, Madeline (25 серпня 2017). Flashback to Taylor Swift's First Album Drop. Entertainment Weekly. Архів оригіналу за 21 липня 2017. Процитовано 25 серпня 2017.
4. ↑  Trust, Gary (29 жовтня 2009). Chart Beat Thursday: Taylor Swift, Tim McGraw Linked Again. Billboard. Архів оригіналу за 26 червня 2019. Процитовано 12 липня 2019.
5. ↑  Spencer, 2010, с. 51.
6. ↑  Graff, Gary (26 березня 2010). Living Fearless Taylor Swift Talks About Her Whirlwind Rise to the Top. The Oakland Press. Архів оригіналу за 16 липня 2012. Процитовано 1 липня 2011. [Архівовано 2012-07-16 у Wayback Machine.]
7. ↑  Petridis, Alexis (6 березня 2009). Taylor Swift: Fearless. The Guardian. Архів оригіналу за 16 жовтня 2013. Процитовано 21 березня 2011.
8. ↑  Erlewine, Stephen Thomas. Taylor Swift – Fearless Album Review. AllMusic. Процитовано 19 липня 2023.
9. ↑  Bernstein, Jonathan (11 лютого 2021). Taylor Swift's Fearless: How She Made Her Pop Breakthrough. Rolling Stone. Архів оригіналу за 10 квітня 2021. Процитовано 12 лютого 2021.
10. ↑  The Significance of Taylor Swift's Fearless in 2008—and How Taylor's Version Stacks Up. Time. 9 квітня 2021. Архів оригіналу за 26 серпня 2021. Процитовано 9 серпня 2021.
11. ↑  Coscarelli, Joe (11 лютого 2021). Taylor Swift's Rerecorded Album Releases Begin With Fearless in April. The New York Times. Процитовано 23 березня 2023.
12. ↑  Perone, 2017, с. 21.
13. ↑  Grammy Album of the Year Winners 1959 – 2015: Taylor Swift, Fearless. The Daily Telegraph. 16 лютого 2016. Архів оригіналу за 21 березня 2016.
14. ↑  Titus, Christa (17 квітня 2010). Backbeat. Billboard. Т. 122, № 13. с. 58. Архів оригіналу за 15 листопада 2021. Процитовано 13 листопада 2021.
15. ↑  Sager, Jessica (12 листопада 2021). Everything We Know About Taylor Swift Re-Recording Her Old Albums. Parade. Процитовано 15 березня 2023.
16. ↑  Willman, Chris (27 серпня 2018). Taylor Swift Stands to Make Music Business History as a Free Agent. Variety. Архів оригіналу за 29 серпня 2018. Процитовано 13 лютого 2021.
17. ↑  Christman, Ed (30 червня 2019). Scooter Braun Acquires Scott Borchetta's Big Machine Label Group, Taylor Swift Catalog For Over $300 Million. Billboard. Архів оригіналу за 13 лютого 2021. Процитовано 13 лютого 2021.
18. ↑  Melas, Chloe (16 листопада 2020). Taylor Swift Speaks Out about Sale of Her Masters. CNN. Архів оригіналу за 18 листопада 2020. Процитовано 19 листопада 2020.
19. 1 2  Shah, Neil (9 квітня 2021). Taylor Swift Releases New Fearless Album, Reclaiming Her Back Catalog. The Wall Street Journal. Архів оригіналу за 8 жовтня 2021. Процитовано 25 вересня 2022.
20. 1 2  Lipshutz, Jason (11 лютого 2021). Taylor Swift Announces Re-Recorded Fearless Album, 'Love Story' Single Drop. Billboard. Процитовано 15 березня 2023.
21. ↑  Nelson, Jeff (9 квітня 2021). Taylor Swift Releases Fearless (Taylor's Version): Breaking Down All 6 New Songs 'from the Vault'. People. Процитовано 16 березня 2023.
22. ↑  Mier, Tomás (9 квітня 2021). Taylor Swift Says She Went 'Line by Line' on Every Fearless Song to See What to 'Improve' on Re-Record. People. Архів оригіналу за 9 квітня 2021. Процитовано 10 квітня 2021.
23. 1 2 3 4 5 6  Petridis, Alexis (9 квітня 2021). Taylor Swift: Fearless (Taylor's Version) Review – Old Wounds Take on New Resonances. The Guardian. Архів оригіналу за 9 квітня 2021. Процитовано 9 квітня 2021.
24. ↑  Willman, Chris (12 лютого 2021). Taylor Swift Brought Back Some Original 'Love Story' Musicians for the Remake: Who Returned and Who Didn't. Variety. Архів оригіналу за 30 листопада 2022. Процитовано 27 серпня 2022.
25. 1 2 3 4 5 6 7 8  Bernstein, Jonathan (9 квітня 2021). Taylor Swift Carefully Reimagines Her Past on Fearless: Taylor's Version. Rolling Stone. Архів оригіналу за 9 квітня 2021. Процитовано 9 квітня 2021.
26. ↑  Ahlgrim, Callie (10 квітня 2021). Colbie Caillat Talks Rerecording 'Breathe' for Fearless (Taylor's Version): It Was An 'Instant Yes'. Business Insider. Процитовано 16 березня 2023.
27. 1 2  Erlewine, Stephen Thomas. Taylor Swift – Fearless [Taylor's Version] Album Review. AllMusic. Архів оригіналу за 21 квітня 2021. Процитовано 19 квітня 2021.
28. 1 2 3 4 5 6 7 8 9 10 11 12  Caramanica, Jon; Coscarelli, Joe; Pareles, Jon; Sisario, Ben; Zoladz, Lindsey (9 квітня 2021). Taylor Swift Remade Fearless as Taylor's Version. Let's Discuss. The New York Times. Архів оригіналу за 9 квітня 2021. Процитовано 9 квітня 2021.
29. 1 2  Fearless (Taylor's Version) by Taylor Swift. Apple Music. Процитовано 16 березня 2023.
30. ↑  Fearless (Taylor's Version) by Taylor Swift. Spotify. Процитовано 16 березня 2023.
31. 1 2  Savage, Mark (11 лютого 2021). Taylor Swift Has Finished Re-Recording Fearless – And It Could Be Out in April. BBC News. Процитовано 23 березня 2023.
32. 1 2  Benitez-Eves, Tina (5 квітня 2021). Taylor Swift Reveals 27-Song Tracklist of Upcoming Fearless Rerelease, Keith Urban Featured Tracks. American Songwriter. Процитовано 16 березня 2023.
33. ↑  Yahr, Emily (9 квітня 2021). Taylor Swift's Fearless Re-Release Pays Homage to Her Nashville Roots. The Washington Post. Процитовано 16 березня 2023.
34. 1 2  Crone, Madeline (7 квітня 2021). Taylor Swift Pulls Number Two 'From the Vault', 'Mr. Perfectly Fine'. Процитовано 23 березня 2023.
35. ↑  Clarke, Patrick (15 квітня 2021). Keith Urban Says He Was Christmas Shopping When Taylor Swift Enlisted Him for Fearless (Taylor's Version). NME. Процитовано 16 березня 2023.
36. 1 2 3 4  (2021) Album notes for Fearless (Taylor's Version). Republic Records.
37. 1 2 3 4 5 6 7 8 9 10  McCormick, Neil (9 квітня 2021). Taylor Swift Copies Her Younger Self – And She Sounds Even More Fearless Today. The Daily Telegraph. Архів оригіналу за 9 квітня 2021. Процитовано 9 квітня 2021.
38. 1 2  Harbron, Lucy (9 квітня 2021). Taylor Swift – Fearless (Taylor's Version). Clash. Архів оригіналу за 9 квітня 2021. Процитовано 9 квітня 2021.
39. 1 2  Hodgkinson, Will (9 квітня 2021). Taylor Swift: Fearless (Taylor's Version) Review – Sweet, Nostalgic and as Wholesome as Apple Pie. The Times. Архів оригіналу за 9 квітня 2021. Процитовано 9 квітня 2021.
40. 1 2  Carson, Sarah (9 квітня 2021). Taylor Swift, Fearless (Taylor's Version), Review: A Faithful and Symbolic Triumph. i. Архів оригіналу за 9 квітня 2021. Процитовано 9 квітня 2021.
41. 1 2  Wilson, Carl (9 квітня 2021). Taylor Swift's Fearless Redux Is Both Business Stunt and Conceptual Art. Slate. Процитовано 15 червня 2023.
42. 1 2  Goh, Katie (15 квітня 2021). 'I Made My Peace': Fans Divided Over Taylor Swift's Re-Recording Project. The Guardian. Процитовано 24 березня 2023.
43. 1 2 3 4 5  Huff, Lauren (13 квітня 2021). Taylor Swift's New Fearless Album Sounds Different—We Got An Expert to Tell Us Why. Entertainment Weekly. Процитовано 6 грудня 2021.
44. 1 2  Olivier, Bobby (9 квітня 2021). Taylor Swift's Fearless Re-Recording Is a Thrilling Timewarp. Spin. Архів оригіналу за 9 квітня 2021. Процитовано 9 квітня 2021.
45. ↑  Kim, Kyle (8 листопада 2021). We Compared Taylor's Version Songs With the Original Taylor Swift Albums. The Wall Street Journal. Архів оригіналу за 15 листопада 2021. Процитовано 9 листопада 2021.
46. 1 2  Kornhaber, Spencer (13 квітня 2021). Taylor Swift Knew Everything When She Was Young. The Atlantic. Процитовано 26 березня 2023.
47. 1 2  Willman, Chris (9 квітня 2021). Taylor Swift Turns on a Facsimile Machine for the Ingenious Recreations of Fearless (Taylor's Version): Album Review. Variety. Архів оригіналу за 9 квітня 2021. Процитовано 9 квітня 2021.
48. ↑  Moulton, Katie (9 квітня 2021). Taylor Swift Honors Her Own Vision on Fearless (Taylor's Version): Review. Consequence. Процитовано 15 березня 2023.
49. 1 2 3  Pollard, Alexandra (9 квітня 2021). Taylor Swift Review, Fearless (Taylor's Version) – Wisely Not Trying to Rewrite History. The Independent. Архів оригіналу за 9 квітня 2021. Процитовано 9 квітня 2021.
50. 1 2 3 4 5 6  Lipshutz, Jason (9 квітня 2021). Every 'From The Vault' Song Ranked on Taylor Swift's Fearless (Taylor's Version): Critic's Picks. Billboard. Архів оригіналу за 12 квітня 2021. Процитовано 12 квітня 2021.
51. 1 2 3 4  Gajjar, Saloni (9 квітня 2021). Taylor Swift Forged Ahead with a Dreamy Throwback in Fearless (Taylor's Version). The A.V. Club. Архів оригіналу за 9 квітня 2021. Процитовано 9 квітня 2021. [Архівовано 2021-04-09 у Wayback Machine.]
52. ↑  Garvey, Marianne (9 квітня 2021). Taylor Swift Drops Rerecorded Fearless (Taylor's Version). CNN. Процитовано 26 березня 2023.
53. ↑  The 49 Most Anticipated Albums of Spring 2021: Taylor Swift, Japanese Breakfast, J Balvin, and More. Pitchfork. 6 квітня 2021. Процитовано 25 березня 2023.
54. ↑  Asker, Jim (22 лютого 2021). Taylor Swift's 'Love Story (Taylor's Version)' Debuts at No. 1 on Hot Country Songs Chart: 'I'm So Grateful to the Fans'. Billboard. Архів оригіналу за 22 квітня 2021. Процитовано 21 квітня 2021.
55. ↑  Kaufman, Gil (24 березня 2021). Taylor Swift Announces New Song 'You All Over Me (From The Vault)': Here's When It's Dropping. Billboard. Архів оригіналу за 24 березня 2021. Процитовано 24 березня 2021.
56. 1 2  Asker, Jim (20 квітня 2021). With Fearless (Taylor's Version), Taylor Swift Scores First Top Country Albums No. 1 Since Red. Billboard. Архів оригіналу за 21 квітня 2021. Процитовано 21 квітня 2021.
57. ↑  Willman, Chris (2 квітня 2021). Taylor Swift Reveals Track List for Fearless (Taylor's Version); Keith Urban Delighted to 'Join the Band'. Variety. Процитовано 23 березня 2023.
58. ↑  Ginsberg, Gab (8 квітня 2021). Taylor Swift Recruits Olivia Rodrigo & Conan Gray to Help Tease Re-Recorded Fearless Songs: Hear Multiple New Snippets. Billboard. Архів оригіналу за 18 квітня 2021. Процитовано 18 квітня 2021.
59. ↑  Yang, Rachel (9 квітня 2021). Taylor Swift Debuts Re-Recorded Fearless Album, Featuring Previously Unreleased Songs. Entertainment Weekly. Процитовано 23 березня 2023.
60. 1 2  Battan, Carrie (12 квітня 2021). Taylor Swift Wins with Fearless (Taylor's Version). The New Yorker. Архів оригіналу за 12 квітня 2021. Процитовано 20 серпня 2021.
61. ↑  Shaffer, Claire (11 лютого 2021). Taylor Swift Announces Re-Recorded Fearless Album With New Songs. Rolling Stone. Процитовано 15 серпня 2023.
62. ↑  Pascual, Danielle (22 травня 2023). Every Taylor Swift Album Cover, Ranked. Billboard. Процитовано 15 серпня 2023.
63. ↑  Carson, Erin (12 лютого 2021). Taylor Swift rerecords Fearless for release in April. Here's how to preorder. CNET. Архів оригіналу за 12 лютого 2021. Процитовано 13 лютого 2021.
64. ↑  Taylor Swift - Fearless (Taylor's Version) (Target Exclusive, CD). Target Corporation. Архів оригіналу за 13 лютого 2021. Процитовано 13 лютого 2021.
65. 1 2  Caulfield, Keith (10 жовтня 2021). Taylor Swift's Fearless (Taylor's Version) Returns to No. 1 on Billboard 200. Billboard. Архів оригіналу за 11 жовтня 2021. Процитовано 11 жовтня 2021.
66. ↑  Mamo, Heran (8 квітня 2021). Hey Stephen: Taylor Swift Is Coming to Colbert Next Week. Billboard. Архів оригіналу за 8 квітня 2021. Процитовано 9 квітня 2021.
67. ↑  Fearless (Taylor's Version): The Halfway Out The Door Chapter – EP. Apple Music. 13 травня 2021. Архів оригіналу за 14 травня 2021. Процитовано 13 травня 2021.
68. ↑  Fearless (Taylor's Version): The Kissing In The Rain Chapter – EP. Apple Music. Архів оригіналу за 19 травня 2021. Процитовано 19 травня 2021.
69. ↑  Fearless (Taylor's Version): The I Remember What You Said Last Night Chapter – EP. Apple Music. 24 травня 2021. Архів оригіналу за 24 травня 2021. Процитовано 24 травня 2021.
70. ↑  Fearless (Taylor's Version): The From The Vault Chapter – EP. Apple Music. 26 травня 2021. Архів оригіналу за 26 травня 2021. Процитовано 26 травня 2021.
71. ↑  Bowenbank, Starr (21 вересня 2021). Here's Why Taylor Swift Says Her Hands Are in the 'Permanent Shape of Claw'. Billboard. Архів оригіналу за 20 вересня 2021. Процитовано 21 вересня 2021.
72. ↑  Shafer, Ellise (18 квітня 2021). Taylor Swift Logs Third No. 1 Album in Less Than a Year With Fearless (Taylor's Version). Variety. Архів оригіналу за 18 квітня 2021. Процитовано 19 квітня 2021.
73. 1 2  Caulfield, Keith (18 квітня 2021). Taylor Swift's Re-Recorded Fearless Album Debuts at No. 1 on Billboard 200 Chart With Year's Biggest Week. Billboard. Архів оригіналу за 18 квітня 2021. Процитовано 18 квітня 2021.
74. 1 2 3  Willman, Chris (20 квітня 2021). Taylor Swift's Fearless (Taylor's Version) Debuts Huge: What It Means for Replicating Oldies, Weaponizing Fans. Variety. Процитовано 24 березня 2023.
75. ↑  Zellner, Xander (20 квітня 2021). Taylor Swift Extends Record Atop Artist 100 Chart, DMX Debuts at No. 2. Billboard. Архів оригіналу за 22 квітня 2021. Процитовано 22 квітня 2021.
76. ↑  Caulfield, Keith (6 січня 2022). Dua Lipa's 'Levitating' Is Most-Streamed Song of 2021 In U.S., Morgan Wallen's Dangerous: The Double Album Is MRC Data's Top Album. Billboard. Архів оригіналу за 6 січня 2022. Процитовано 17 січня 2022.
77. 1 2  Lipshutz, Jason (6 липня 2023). 7 Key Stats Proving That Taylor Swift's First Two Taylor's Version Re-Recordings Have Been Dominant. Billboard. Процитовано 12 липня 2023.
78. 1 2  Brandle, Lars (16 квітня 2021). Taylor Swift Smashes Records In Australia as Fearless (Taylor's Version) Debuts at No. 1. Billboard. Архів оригіналу за 16 квітня 2021. Процитовано 16 квітня 2021.
79. 1 2  White, Jack (16 квітня 2021). Taylor Swift Takes Out Sixth Irish Number 1 Album with Fearless (Taylor's Version). Official Charts Company. Архів оригіналу за 17 квітня 2021. Процитовано 16 квітня 2021.
80. 1 2  Copsey, Rob (16 квітня 2021). Taylor Swift Beats the Beatles' Record as Fearless (Taylor's Version) Debuts at Number 1. Official Charts Company. Архів оригіналу за 17 квітня 2021. Процитовано 16 квітня 2021.
81. ↑  Connery, Tess (17 квітня 2021). ARIA Charts: Taylor Swift Breaks Records with Fearless (Taylor's Version). Mediaweek. Архів оригіналу за 21 квітня 2021. Процитовано 21 квітня 2021.
82. ↑  Grein, Paul (9 травня 2021). Taylor Swift Set to Receive Global Icon Award at 2021 Brit Awards. Billboard. Архів оригіналу за 21 травня 2021. Процитовано 10 травня 2021.
83. ↑  Wang, Dennis (16 квітня 2021). Taylor Swift's Fearless Hits the Right Note in China, Again. People's Daily. Архів оригіналу за 28 квітня 2022. Процитовано 26 червня 2021.
84. ↑  Taylor Swift – Fearless (de-AT) . Ö3 Austria Top 40. Архів оригіналу за 9 листопада 2020. Процитовано 22 квітня 2021.
85. ↑  Fearless: Album (нім.). GfK Entertainment charts. Архів оригіналу за 18 квітня 2021. Процитовано 22 квітня 2021.
86. ↑  Taylor Swift – Fearless (gsw) . Hung Medien. Архів оригіналу за 20 квітня 2021. Процитовано 22 квітня 2021.
87. ↑  Global Music Report 2022 (PDF). IFPI. March 2022. с. 9. Архів оригіналу (PDF) за 23 березня 2022. Процитовано 22 березня 2022. [Архівовано 2022-03-23 у Wayback Machine.]
88. ↑  Fearless (Taylor's Version) by Taylor Swift Reviews and Tracks. Metacritic. Архів оригіналу за 12 квітня 2021. Процитовано 20 квітня 2021.
89. ↑  Harding, Laura (9 квітня 2021). Critics Praise Taylor Swift's 'Beyond-Meticulous' Re-Recording of Album Fearless. Процитовано 12 липня 2023.
90. ↑  Mylrea, Hannah (9 квітня 2021). Taylor Swift – Fearless (Taylor's Version) Review: A Celebration of the Star's Breakout Album. NME. Архів оригіналу за 9 квітня 2021. Процитовано 9 квітня 2021.
91. 1 2  Empire, Kitty (10 квітня 2021). Taylor Swift: Fearless (Taylor's Version) Review – A Labour of Revenge, but Also of Love. The Observer. Процитовано 15 березня 2023.
92. 1 2 3  Keefe, Jonathan (13 квітня 2021). Taylor Swift Fearless (Taylor's Version) Review: Recontexualized Teen Musings. Процитовано 15 березня 2023.
93. ↑  Hunter-Tilney, Ludovic (9 квітня 2021). Taylor Swift Revisits Her Past. Financial Times. Процитовано 15 березня 2023.
94. ↑  Horton, Ross (9 квітня 2021). Taylor Swift Reclaims Her Pivotal Moment by Breathing New Life into Fearless. The Line of Best Fit. Архів оригіналу за 9 квітня 2021. Процитовано 9 квітня 2021.
95. ↑  Blum, Dani (20 квітня 2021). Taylor Swift: Fearless (Taylor's Version) Album Review. Pitchfork. Архів оригіналу за 20 квітня 2021. Процитовано 20 квітня 2021.
96. 1 2  Wood, Mikael (9 квітня 2021). A Principled Stand, A Bonanza for Swifties and A Shrug from Us: Taylor Swift's Made-Over Fearless. Los Angeles Times. Архів оригіналу за 9 квітня 2021. Процитовано 9 квітня 2021.
97. ↑  Newman, Melinda (20 липня 2021). Taylor Swift Pulls Fearless (Taylor's Version) From Grammy & CMA Awards Contention: Exclusive. Billboard. Архів оригіналу за 26 серпня 2021. Процитовано 21 липня 2021.
98. ↑  Nordyke, Kimberly (15 травня 2022). Billboard Music Awards: Full List of Winners. The Hollywood Reporter. Процитовано 13 липня 2023.
99. ↑  Rosseinsky, Katie (9 квітня 2021). Taylor Swift Turning Bad Blood with Mogul Scooter Braun Into A Revolution for Female Artists. Belfast Telegraph. Архів оригіналу за 14 травня 2021. Процитовано 13 травня 2021.
100. ↑  Bulmer, Eloise (7 квітня 2021). Fearless: How Difficult Is Taylor Swift's Re-Recording Mission?. Clash. Архів оригіналу за 7 квітня 2021. Процитовано 23 квітня 2021.
101. ↑  Nhien-Nguyen, Giselle Au (9 квітня 2021). Taylor Swift's Re-Recorded Fearless Gives Old Favourites A New Life. The Sydney Morning Herald. Процитовано 15 серпня 2023.
102. ↑  Dwyer, Kate (14 квітня 2021). Why Fearless (Taylor's Version) Hits Different in 2021. Marie Claire. Архів оригіналу за 8 жовтня 2021. Процитовано 8 жовтня 2021.
103. ↑  Los discos más vendidos de la semana [The Best Selling Albums of the Week]. Diario de Cultura (Spanish) . Argentine Chamber of Phonograms and Videograms Producers. Архів оригіналу за 17 травня 2021. Процитовано 17 травня 2020.
104. ↑  ARIA Top 40 Country Albums Chart. Australian Recording Industry Association. 19 квітня 2021. Процитовано 14 липня 2023.
105. ↑  Albumit 15/2021. Musiikkituottajat. Архів оригіналу за 18 квітня 2021. Процитовано 18 квітня 2021.
106. ↑  Top Albums (Week 15, 2021). Процитовано 19 квітня 2021.
107. ↑  Top-75 Albums Sales Chart - Week 41/2021. IFPI Greece. Архів оригіналу за 25 жовтня 2021. Процитовано 25 жовтня 2021.
108. ↑  Billboard Japan Hot Albums: 2021/05/10付け. Billboard Japan (яп.). Архів оригіналу за 5 травня 2021. Процитовано 22 травня 2021.
109. ↑  2021 15-os SAVAITĖS (balandžio 9-15 d.) ALBUMŲ TOP100 (лит.). AGATA. 16 квітня 2021. Архів оригіналу за 16 квітня 2021. Процитовано 16 квітня 2021.
110. ↑  Topp 40 Album 2021-15 (норв.). VG-lista. Процитовано 31 липня 2023.
111. ↑  ARIA Top 100 Albums for 2021. Australian Recording Industry Association. Архів оригіналу за 12 січня 2022. Процитовано 13 січня 2022.
112. ↑  Jaaroverzichten 2021. Ultratop. Архів оригіналу за 4 січня 2022. Процитовано 4 січня 2022.
113. ↑  Top Canadian Albums – Чарти на кінець 2021. Billboard. 2 січня 2013. Архів оригіналу за 2 грудня 2021. Процитовано 3 грудня 2021.
114. ↑  Top Selling Albums of 2021. Recorded Music NZ. Архів оригіналу за 24 січня 2022. Процитовано 24 січня 2022. [Архівовано 2022-01-24 у Wayback Machine.]
115. ↑  Top Vendas Acumuladas – 2021 – Top 100 Álbuns [Top Accumulated Sales 2021 – Top 100 Albums] (PDF) (порт.). Audiogest. с. 3. Архів (PDF) оригіналу за 27 січня 2022. Процитовано 3 лютого 2022.
116. ↑  Top 100 Albums Annual 2021. Productores de Música de España. Архів оригіналу за 20 січня 2022. Процитовано 20 січня 2022.
117. ↑  End of Year Album Chart Top 100 – 2021. Official Charts Company. Архів оригіналу за 21 лютого 2022. Процитовано 5 січня 2022.
118. ↑  Billboard 200 Albums – Year-End 2021. Billboard. 2 січня 2013. Архів оригіналу за 3 грудня 2021. Процитовано 3 грудня 2021.
119. ↑  Top Country Albums – Year-End 2021. Billboard. Архів оригіналу за 2 червня 2022. Процитовано 14 січня 2022.
120. ↑  ARIA Top 100 Albums Chart for 2022. Australian Recording Industry Association. Архів оригіналу за 4 січня 2023. Процитовано 4 січня 2023.
121. ↑  Billboard 200 Albums – Year-End 2022. Billboard. Архів оригіналу за 2 грудня 2022. Процитовано 2 грудня 2022.
122. ↑  Top Country Albums – Year-End 2022. Billboard. Процитовано 19 лютого 2023.
123. ↑  Fearless (Taylor's Version) Digital Standard Edition. taylorswift.com. Архів оригіналу за 15 лютого 2021. Процитовано 17 лютого 2021.
124. ↑  Fearless (Taylor's Version) CD. taylorswift.com. Архів оригіналу за 15 лютого 2021. Процитовано 17 лютого 2021.
125. ↑  Fearless (Taylor's Version) – Deluxe Edition [Limited Edition] [Cardboard Sleeve]. CD Japan. Архів оригіналу за 22 березня 2021. Процитовано 24 березня 2021.
126. ↑  Fearless (Taylor's Version) [Regular Edition]. CD Japan. Архів оригіналу за 17 квітня 2021. Процитовано 24 березня 2021.
127. ↑  Fearless (Taylor's Version) (Taiwan Version) (кит.). Universal Music Taiwan. Процитовано 13 липня 2023.
128. ↑  Fearless (Taylor's Version) Cassette. taylorswift.com. Архів оригіналу за 15 лютого 2021. Процитовано 17 лютого 2021.
129. ↑  Fearless (Taylor's Version) Cassette. Universal Music Canada. Архів оригіналу за 14 квітня 2021. Процитовано 13 квітня 2021. [Архівовано 2021-04-14 у Wayback Machine.]
130. ↑  Fearless (Taylor's Version) Vinyl. taylorswift.com. Архів оригіналу за 13 квітня 2021. Процитовано 13 квітня 2021.
131. ↑  Vinil Fearless (Taylor's Version) (pt-BR) . Universal Music Group. Архів оригіналу за 18 лютого 2021. Процитовано 14 серпня 2021. [Архівовано 2021-02-18 у Wayback Machine.]